# Fiction Magazine
Fiction Magazine è stato un settimanale dedicato al mondo della fiction, che racconta a più voci le novità della stagione, i protagonisti, le tematiche, i luoghi, le curiosità, gli eventi, il glamour. La conduttrice commentava i contributi esterni con l'ospite in studio.

## Il programma
Il programma è nato il 15 gennaio 2012, e venne trasmesso da Rai Premium, canale tematico della Rai in onda sul digitale terrestre e sulla piattaforma satellitare Tivùsat ed è stato condotto da Arianna Ciampoli. In questo programma veniva esaminato il mondo della fiction e tutto quanto ad essa collegato, illustrando talvolta anche anticipazioni della prossima stagione. 
La trasmissione andava in onda di domenica nel tardo pomeriggio, alle ore 18:45 circa; dall'8 aprile 2012 l'orario si spostò alle 20:25 circa. Dal 2 dicembre 2012, il programma cambiò nuovamente orario, spostandosi alle 10:05 e in replica alle 19:30. Poi, è andato in onda il venerdì alle 23:00 e in replica il sabato in terza serata e la domenica mattina intorno alle 10:00. Dal 17 gennaio 2014 al 30 gennaio 2015 è stato condotto da Monica Leofreddi.

## Puntate
| Stagione         | Puntate | Prima TV                           |
| ---------------- | ------- | ---------------------------------- |
| Prima stagione   | 26      | 15 gennaio 2012 - 8 luglio 2012    |
| Seconda stagione | 35      | 30 settembre 2012 - 30 giugno 2013 |
| Terza stagione   | 40      | 20 settembre 2013 - 4 luglio 2014  |
| Quarta stagione  | 16      | 26 settembre 2014- 30 gennaio 2015 |

## Curiosità
- I soli ad essere stati ospiti per ben tre volte sono stati gli attori Lando Buzzanca (primo ospite in assoluto), Valentina Corti, Giorgio Lupano, Pamela Saino e Sebastiano Somma.

## Gli ospiti
| Puntata               | Data              | Ospite/i                                                                                                   |
| --------------------- | ----------------- | --- |
| 1                     | 15 gennaio 2012   | Lando Buzzanca                                                                                             |
| 2                     | 22 gennaio 2012   | Serena Rossi e Massimo Poggio                                                                              |
| 3                     | 29 gennaio 2012   | Flavio Parenti                                                                                             |
| 4                     | 5 febbraio 2012   | Sebastiano Somma                                                                                           |
| 5                     | 12 febbraio 2012  | Raffaella Rea e Daniele Liotti                                                                             |
| 6                     | 19 febbraio 2012  | Veronica Pivetti                                                                                           |
| 7                     | 26 febbraio 2012  | Dajana Roncione e Alessio Vassallo                                                                         |
| 8                     | 3 marzo 2012      | Mattia Sbragia                                                                                             |
| 9                     | 11 marzo 2012     | Enzo Decaro                                                                                                |
| 10                    | 18 marzo 2012     | Luigi Lo Cascio                                                                                            |
| 11                    | 25 marzo 2012     | Liliana Cavani e Antonia Liskova                                                                           |
| 12                    | 1º aprile 2012    | Andrea Giordana                                                                                            |
| 13                    | 8 aprile 2012     | Francesco Pannofino e Pietro Sermonti                                                                      |
| 14                    | 15 aprile 2012    | Sarah Felberbaum e Gianni Cavina                                                                           |
| 15                    | 22 aprile 2012    | Alessandra Mastronardi e Edoardo Leo                                                                       |
| 16                    | 29 aprile 2012    | Magdalena Grochowska e Giorgia Salari                                                                      |
| 17                    | 6 maggio 2012     | Sonia Bergamasco e Giorgio Marchesi                                                                        |
| 18                    | 13 maggio 2012    | Massimo Ghini                                                                                              |
| 19                    | 20 maggio 2012    | Marilù Pipitone e Alberto Negrin                                                                           |
| 20                    | 27 maggio 2012    | Andrea Bosca e Alessandro Roja                                                                             |
| 21                    | 3 giugno 2012     | Massimo Bonetti                                                                                            |
| 22                    | 10 giugno 2012    | Rossella Izzo                                                                                              |
| 23                    | 17 giugno 2012    | Nina Soldano e Patrizio Rispo                                                                              |
| 24                    | 24 giugno 2012    | Pamela Saino e Emilia Costantini                                                                           |
| 25                    | 1º luglio 2012    | Fabrizio Del Noce                                                                                          |
| 26                    | 8 luglio 2012     | Nessun ospite.                                                                                             |
| 27 (Seconda stagione) | 30 settembre 2012 | Ricky Tognazzi e Simona Izzo                                                                               |
| 28                    | 7 ottobre 2012    | Marilù Pipitone e Ida Di Benedetto                                                                         |
| 29                    | 14 ottobre 2012   | Steve Della Casa ed Enrico Ianniello                                                                       |
| 30                    | 21 ottobre 2012   | Rodrigo Guirao Díaz ed Anna Favella                                                                        |
| 31                    | 28 ottobre 2012   | Debora Caprioglio, Massimo Ghini e Marcello Sorgi                                                          |
| 32                    | 4 novembre 2012   | Marina Giulia Cavalli e Lando Buzzanca in collegamento Davide Devenuto e Michelangelo Tommaso              |
| 33                    | 11 novembre 2012  | Katia Ricciarelli e Gabriele Rossi                                                                         |
| 34                    | 18 novembre 2012  | Augusto Fornari e Vera Dragone                                                                             |
| 35                    | 25 novembre 2012  | Vanessa Hessler e Massimo Lopez                                                                            |
| 36                    | 9 dicembre 2012   | Pamela Saino e Marina Rocco                                                                                |
| 37                    | 16 dicembre 2012  | Alberto Negrin                                                                                             |
| 38                    | 23 dicembre 2012  | Lucrezia Lante della Rovere ed Ambrogio Lo Giudice                                                         |
| 39                    | 13 gennaio 2013   | Beatrice Fazi e Marco Falaguasta                                                                           |
| 40                    | 20 gennaio 2013   | Valentina Corti e Serena Rossi                                                                             |
| 41                    | 27 gennaio 2013   | Irene Goloubeva e Roberto Citran                                                                           |
| 42                    | 3 febbraio 2013   | Francesca Cavallin e Lidia Vitale                                                                          |
| 43                    | 10 febbraio 2013  | Loredana Cannata e David Coco                                                                              |
| 44                    | 17 febbraio 2013  | Beppe Fiorello                                                                                             |
| 45                    | 24 febbraio 2013  | Lino Guanciale e Miriam Dalmazio                                                                           |
| 46                    | 3 marzo 2013      | Margot Sikabonyi ed Emanuela Grimalda                                                                      |
| 47                    | 10 marzo 2013     | Giuseppe Loconsole e Valentina Corti                                                                       |
| 48                    | 17 marzo 2013     | Massimo Poggio e Giorgio Lupano                                                                            |
| 49                    | 24 marzo 2013     | Giulio Scarpati e Rosanna Banfi                                                                            |
| 50                    | 31 marzo 2013     | Luca Manfredi e Francesco Venditti                                                                         |
| 51                    | 14 aprile 2013    | Margareth Madè ed Alberto Sironi                                                                           |
| 52                    | 21 aprile 2013    | Alexandra Dinu e Luca Bastianello                                                                          |
| 53                    | 28 aprile 2013    | Valeria Fabrizi e Massimo Wertmüller                                                                       |
| 54                    | 5 maggio 2013     | Elisabetta Pellini e Simon Grechi                                                                          |
| 55                    | 12 maggio 2013    | Dajana Roncione e Paolo Conticini                                                                          |
| 56                    | 19 maggio 2013    | Cesare Bocci                                                                                               |
| 57                    | 26 maggio 2013    | Bianca Guaccero e Gabriele Greco                                                                           |
| 58                    | 2 giugno 2013     | Lucia Mascino ed Ivan Cotroneo                                                                             |
| 59                    | 16 giugno 2013    | Cristiana Dell'anna e Luigi Di Fiore                                                                       |
| 60                    | 23 giugno 2013    | Elena Bucci e Vincenzo Alfieri                                                                             |
| 61                    | 30 giugno 2013    | Eleonora Andreatta                                                                                         |
| 62 (terza stagione)   | 20 settembre 2013 | Sebastiano Somma                                                                                           |
| 63                    | 27 settembre 2013 | Veronica Pivetti                                                                                           |
| 64                    | 4 ottobre 2013    | Giorgio Lupano e Erica Banchi                                                                              |
| 65                    | 11 ottobre 2013   | Marco Turco e Benedetta Buccellato con Roberto Alessi                                                      |
| 66                    | 18 ottobre 2013   | Ivan Cotroneo e Paolo Mazzarelli                                                                           |
| 67                    | 25 ottobre 2013   | Francesca Cavallin ed Elena Radonicich                                                                     |
| 68                    | 1º novembre 2013  | Camilla Filippi e Danilo Brugia                                                                            |
| 69                    | 8 novembre 2013   | Piera Degli Esposti e Riccardo Milani                                                                      |
| 70                    | 15 novembre 2013  | Francesco Pannofino e Teresa Saponangelo                                                                   |
| 71                    | 22 novembre 2013  | Marina Tagliaferri e Alberto Rossi                                                                         |
| 72                    | 29 novembre 2013  | Carlotta Natoli e Steve Della Casa                                                                         |
| 73                    | 6 dicembre 2013   | Roberto Alessi, Ralph Palka e Lara Almerico                                                                |
| 74                    | 13 dicembre 2013  | Renato Pozzetto e Sara Maestri                                                                             |
| 75                    | 20 dicembre 2013  | Marina Tagliaferri, Enzo De Caro e Patrizio Rispo                                                          |
| 76                    | 27 dicembre 2013  | Roberta Scardola, Nicole Murgia ed Adriano Pantaleo                                                        |
| 77                    | 17 gennaio 2014   | Nino Frassica ed Andrea Roncato                                                                            |
| 78                    | 24 gennaio 2014   | Giacomo Campiotti e Simonetta Solder                                                                       |
| 79                    | 31 gennaio 2014   | Pamela Saino ed Alessio Di Clemente (1 parte) / Ricky Tognazzi (2 parte)                                   |
| 80                    | 7 febbraio 2014   | Nadir Caselli ed Andrés Gil                                                                                |
| 81                    | 14 febbraio 2014  | Michela Cescon ed Ignazio Oliva (1 parte) / Andrea Purgatori (2 parte)                                     |
| 82                    | 21 febbraio 2014  | Andrea Tidona e Lucia Mascino (1 parte) / Rosanna Banfi (2 parte)                                          |
| 83                    | 28 febbraio 2014  | Teresa De Sio (1 parte) / Paola Lavini (2 parte)                                                           |
| 84                    | 7 marzo 2014      | Irene Ferri ed Ettore Bassi (1 parte) / Elena Sofia Ricci (2 parte)                                        |
| 85                    | 14 marzo 2014     | Giorgio Marchesi e Margot Sikabonyi (1 parte) / Giorgio Lupano e Roberta Lanfranchi (2 parte)              |
| 86                    | 21 marzo 2014     | Lino Banfi                                                                                                 |
| 87                    | 28 marzo 2014     | Giampaolo Morelli (1 parte) / Francesco Arca, Marco Manetti e Massimo Reale (2 parte)                      |
| 88                    | 4 aprile 2014     | Bianca Guaccero e Sergio Assisi (1 parte) / Giulio Scarpati (2 parte)                                      |
| 89                    | 11 aprile 2014    | Valentina Corti e Flavio Parenti (1 parte) / Francesca Valtorta ed Alessandro Bertolucci (2 parte)         |
| 91                    | 25 aprile 2014    | Giorgio Pasotti e Lino Zani (1 parte) / Giancarlo Magalli (2 parte)                                        |
| 92                    | 2 maggio 2014     | Simone Montedoro (1 parte) / Max Giusti (2 parte)                                                          |
| 93                    | 9 maggio 2014     | Massimo Dapporto e Lorenzo Flaherty (1 parte) / Samantha Piccinetti e Davide Devenuto (2 parte)            |
| 94                    | 16 maggio 2014    | Michele Venitucci e Paolo Sassanelli (1 parte)                                                             |
| 95                    | 23 maggio 2014    | Thomas Trabacchi (1 parte) / Fausto Maria Sciarappa e Gilda Postiglione Turco (2 parte)                    |
| 96                    | 30 maggio 2014    | Giovanni Scifoni e Marco Cocci (1 parte) / Edoardo Purgatori ed Eleonora Cadeddu (2 parte)                 |
| 97                    | 6 giugno 2014     | Remo Girone (1 parte) / Martina Colombari (2 parte)                                                        |
| 98                    | 13 giugno 2014    | Lando Buzzanca (1 parte) / Monica Scattini (2 parte)                                                       |
| 99                    | 20 giugno 2014    | Rosabell Laurenti Sellers (1 parte) / Roberta Giarrusso (2 parte)                                          |
| 100                   | 27 giugno 2014    | Sebastiano Somma (1 parte) / Lorena Cacciatore e Alessio Vassallo (2 parte)                                |
| 101                   | 4 luglio 2014     | Eleonora Andreatta                                                                                         |
| 102 (quarta stagione) | 26 settembre 2014 | Loretta Goggi                                                                                              |
| 103                   | 3 ottobre 2014    | Lino Guanciale e Francesca Chillemi (1 parte) / Elsa Martinelli e Eleonora Giorgi (2 parte)                |
| 104                   | 10 ottobre 2014   | Francesca Cavallin                                                                                         |
| 105                   | 17 ottobre 2014   | Claudio Lippi e Roberta Giarrusso (1 parte) / Ennio Fantastichini (2 parte)                                |
| 106                   | 24 ottobre 2014   | Marco Marzocca e Paola Minaccioni (1 parte) / Manuela Ventura e Nicola Rignanese (2 parte)                 |
| 107                   | 31 ottobre 2014   | Anna Valle (1 parte) / Elio Pandolfi (2 parte)                                                             |
| 108                   | 7 novembre 2014   | Valeria Fabrizi e Andrea Roncato                                                                           |
| 109                   | 14 novembre 2014  | Riccardo Polizzy Carbonelli con Marina Tagliaferri, Francesco Pinto e Fatima Trotta (in diretta da Napoli) |
| 110                   | 21 novembre 2014  | Peppino Mazzotta (1 parte) / Giorgia Surina (2 parte)                                                      |
| 111                   | 28 novembre 2014  | Alberto Negrin, Riccardo Lombardo e Andrea Gherpelli                                                       |
| 112                   | 5 dicembre 2014   | Vinicio Marchioni e Sara Serraiocco (1 parte) / Attilio Fontana (2 parte)                                  |
| 113                   | 12 dicembre 2014  | Alessio Boni                                                                                               |
| 114                   | 19 dicembre 2014  | Alessandro Preziosi (1 parte) / Paolo Conticini (2 parte)                                                  |
| 115                   | 26 dicembre 2014  | Lino Banfi, Milena Vukotic e Ludovica Bizzaglia con Rosanna Banfi                                          |
| 116                   | 16 gennaio 2015   | Beppe Fiorello                                                                                             |
| 117                   | 23 gennaio 2015   | Enrico Ianniello e Gabriele Rossi (1 parte) / Giampiero Ingrassia (2 parte)                                |
| 118                   | 30 gennaio 2015   | Sergio Assisi e Bianca Guaccero (1 parte) / Franco Di Mare (2 parte)                                       |